# Florian Klein
Florian Klein (Linz, Austria, 17 de noviembre de 1986) es un exfutbolista austríaco que jugaba de defensa.

## Selección nacional
Fue internacional con la selección de Austria en 45 ocasiones.

## Clubes
| Club                | País     | Año       |
| ------------------- | -------- | --------- |
| LASK Linz           | Austria  | 2004-2009 |
| F. K. Austria Viena | Austria  | 2009-2012 |
| Red Bull Salzburgo  | Austria  | 2012-2014 |
| VfB Stuttgart       | Alemania | 2014-2017 |
| F. K. Austria Viena | Austria  | 2017-2020 |

## Palmarés

### Títulos nacionales
| Título          | Club               | País    | Año     |
| --------------- | ------------------ | ------- | ------- |
| Bundesliga      | Red Bull Salzburgo | Austria | 2013-14 |
| Copa de Austria | Red Bull Salzburgo | Austria | 2013-14 |